# Enicospilus castaneus
Enicospilus castaneus là một loài tò vò trong họ Ichneumonidae.